# Taalgebied
Een taalgebied is een afgebakend gebied waarin een bepaalde taal wordt gesproken. Zo'n gebied hoeft niet samen te vallen met een staatskundige eenheid.

## Nationale taalgebieden

### Belgische taalgebieden

De taalgebieden van België
Nederlands
Frans
Duits
Brussel-Hoofdstad (Nederlands en Frans)

In België, waar taalkwesties cruciaal zijn in het 'communautair' spanningsveld dat de nationale politiek grotendeels beheerst, zijn de taalgebieden wettelijk afgebakend bij het vastleggen van de taalgrens in 1962.
Artikel 4 van de Belgische Grondwet bepaalt:
- België omvat vier taalgebieden: het Nederlandse taalgebied, het Franse taalgebied, het tweetalige gebied Brussel-Hoofdstad en het Duitse taalgebied.  Elke gemeente van het Rijk maakt deel uit van één van deze taalgebieden.

In het Frans wordt het woord régions linguistiques (= taalgebieden) gebruikt, dat dan soms aanleiding geeft tot verwarring met régions (= gewesten). Het verschil zit daarin dat het Duitse taalgebied geen zelfstandig gewest is maar voor regionale materies onder het Waalse gewest valt.
Op zichzelf vormen de taalgebieden geen bestuurlijke entiteiten. Zij liggen aan de basis voor de indeling van het bestuur in drie gewesten en drie gemeenschappen.  De taalwetgeving in België verwijst wel naar deze gebieden.
De Grondwet bepaalt verder nog dat de grenzen van die taalgebieden niet kunnen gewijzigd of gecorrigeerd worden dan door een bijzondere wet.

#### Niet door de wet genoemde taalgebieden
Naast de 3 officiële taalgebieden zijn er niet-erkende taalgebieden in België omdat hun 'talen' niet als officiële taal worden erkend: 
- het Platdiets taalgebied.
- het Land van Aarlen, waar veel Luxemburgs wordt gesproken.

### Taalgebieden in andere staten
In Canada vormt het gros van het immense land het Engels taalgebied, met beperkte rechten voor Franstaligen. In de grote deelstaat Quebec zijn de rollen precies andersom.

## Internationale taalgebieden

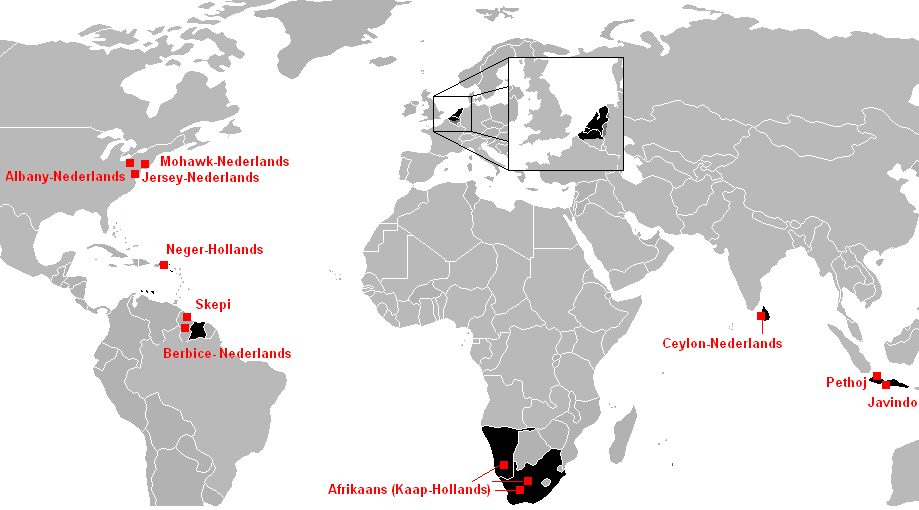
Nederlands en verwante talen in de wereld

In ruimere zin gelden ook als taalgebieden minder duidelijk begrensde, onofficiële gebieden in de wereld waar een bepaalde taal (al dan niet overwegend) wordt gesproken. 
Zo maakt het Belgische Nederlandse (Vlaamse) taalgebied deel uit van het grotere Nederlands taalgebied, dat alle gebieden in de wereld omvat waar Nederlands of sterk verwante talen (zoals Afrikaans) worden gesproken.
Andere bekende taalgebieden met hun eigen taalunie zijn:
- Arabisch: de Arabische wereld, maar afgezien van de versteende Koranische schrijftaal hebben diverse landen of streken hun eigen (spreek)taalvariant
- Engels: de Anglosphere (Anglosfeer). Grotendeels verenigd in het Gemenebest van Naties, maar niet louter om taalkundige of politieke redenen.
- Frans: la Francophonie (Francofonië). Verenigd in de Organisation internationale de la Francophonie.
- Nederlands: het Nederlands taalgebied. Verenigd in de Nederlandse Taalunie.
- Portugees: Lusophonia (Lusofonië), al hebben Portugal en Brazilië eigen varianten van de taal. Verenigd in de Gemeenschap van Portugeessprekende Landen.
- Spaans: de Hispanofonie, al hebben Spanje en Spaans-Amerika (waarbinnen nog nationale verschillen bestaan) eigen varianten van de taal. Verenigd in de Associatie van Spaanse Taalacademies
- Turks: Turkstalige landen verenigd in TÜRKSOY

Daarnaast bestaan er analoge organisaties voor meerdere, relatief sterk verwanten talen, zoals:
- Romaanse talen: verscheidene landen waarin Romaanse talen worden gesproken. Verenigd in de Latijnse Unie.